# Kislovodsk

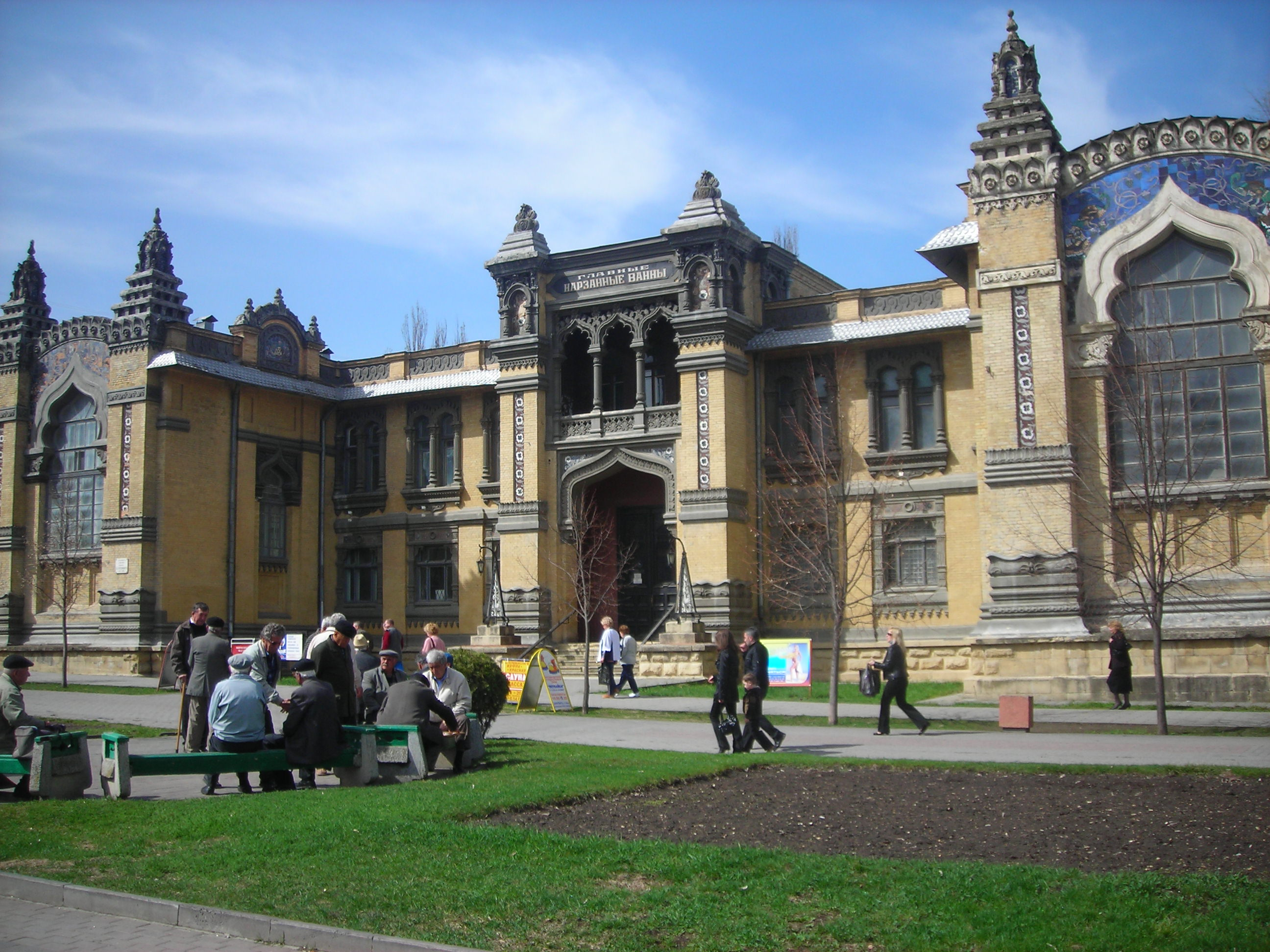
Banhos Narzan em Kislovodsk

Kislovodsk (russo: Кислово́дск) é uma cidade russa situada no Krai de Stavropol. Kislovodsk em russo significa “água amarga”, e o nome é oriundo das diversas fontes naturais existentes ao redor da cidade. Por tal motivo, a cidade é uma famosa região de spas.
Entre os séculos XIX e XX, Kislovodsk foi uma cidade de grande concentração de músicos, artistas, e membros da aristocracia russa, entre eles o escritor ganhador do prêmio Nobel da Literatura de 1970 Aleksandr Solzhenitsyn (1918-2008) e Vasily Ilyich Safonov.

## População
132.771 habitantes 

## Geografia
- Altitude: 840 metros.
- Latitude: 43º 54' 47" N
- Longitude: 42º 43' 14" E

## Esporte
A cidade de Kislovodsk é a sede do Estádio COP CSK WWS e do FC Narzan Kislovodsk, que participa do Campeonato Russo de Futebol.